# (551) Ortrud
(551) Ortrud est un astéroïde de la ceinture principale.

## Description
(551) Ortrud est un astéroïde de la ceinture principale découvert par Max Wolf le 16 novembre 1904 à Heidelberg. 
Il a été ainsi baptisé en référence au personnage Ortrud (sv), femme du comte Friedrich von Telramund, dans l'opéra Lohengrin de Richard Wagner (1813-1883).